# مجالس سبعه
مجالس سبعه (به معنی «هفت خطابه»)، یکی از آثار منثور مولانا جلال‌الدین محمد بلخی، و مجموعهٔ مواعظ و مجالس مولانا یعنی سخنانی است که به وجه اندرز و به‌طریق تذکیر بر سر منبر بیان کرده‌است. مولوی در مجالس سبعه به شیوه خطیبان عمل کرده، در آغاز کلام، آیه‌ای از قرآن را آورده و سپس ضمن شرح و تفسیر آن آیه، حدیثی از محمد را بیان کرده و آن را با شعر و قصه پرورانده‌است. شباهت چشم‌گیری که بین اسلوب مثنوی با شیوه بیان مجالس سبعه هست، نشانهٔ بارزی از وجود عناصر بلاغت منبری در مثنوی مولاناست.
وعظ در خانوادهٔ مولوی و نزدیکان او شایع بوده؛ از خاندان و اطرافیان او از پدرش بهاء ولد، معارف، از شمس تبریزی، مقالات، از سید برهان‌الدین محقق ترمذی، معارف، از خود او، مجالس سبعه و فیه مافیه، و از پسرش سلطان ولد، معارف، از یادگارهای این میراث خاندانی است. کلام مولانا، در مجالس، ساده و دور از هرگونه آرایش و پیرایش است ولی در عین سادگی چنان به مهارت سخن پرداخته که بی‌تردید باید او را در ردیف اول فصحای زبان‌آور فارسی قرار داد.
از مجالس سبعه مولانا در فهم مثنوی بهره بسیار می‌توان برد.
مجالس سبعه با وجود اشتمال بر نکات اخلاقی و عرفانی و به‌رغم لحن صوفیانهٔ معتدلی که در آن هست، شور و هیجان مثنوی و غزلیات مولانا را ندارد. مجالس سبعه، به احتمال قوی، پیش از دیدار مولانا با شمس‌الدین تبریزی به‌صورت موعظه و خطابه فراهم شده‌است. می‌دانیم که مولانا، به نوشته فریدون سپهسالار، پس از دیدار با شمس دست از درس و وعظ شست. پس از این دیدار، اگر گاهی به درخواست بزرگان و صلاح‌الدین به منبر می‌رفت، نادر بود.
نسخهٔ خطی مجالس سبعه در کتابخانهٔ سلیم آغا در استانبول محفوظ است. اولین بار فریدون نافذ اوزلوق در سال ۱۳۱۵ شمسی اقدام به چاپ آن کرده‌است. مجالس سبعه را بار دیگر توفیق سبحانی تصحیح کرده و در تهران به چاپ رسانده‌است.
ناگفته نماند که مقالات شمس الدین تبریزی هم در فراهم آمدن این اثر، بی تأثیر نبوده‌است.

## اهمیت
اهمیت و مقام مجالس سبعه را می‌توان در پنج مورد ذکر کرد:
1. این کتاب یکی از کلیدهای فهم مثنوی است.
2. قطع نظر از خطبه‌ها و مناجات مندرج در آغاز هر مجلس، روی سخن با عام مردم است و زبانی ساده دارد.
3. هر مجلس در مدتی محدود، پیامی را ابلاغ می‌کند.
4. کتابی است تالی فیه ما فیه، ساده‌تر از آن و نشان دهنده تسلط مولانا بر کلام خطابی
5. یکی از متون قرن هفتم هجری

چنان‌که مرحوم عبد الباقی اشاره کرده، پیام مولانا در این اثر را می‌توان در هفت مورد ذکر کرد:
1. اجماع و مردم به فساد گرائیده‌اند، راه رستگاری آنان در چیست؟
2. چگونه می‌توان از گناه رها شد؟
3. قدرت ایمان
4. مقام بندگانی که خودر را فدای رهایی دیگران کردند
5. ارزش علم
6. پرتگاه غفلت
7. اهمیت عقل